# 개운포성지
개운포성지(開雲浦城址)는 울산광역시 남구 성암동에 있는 조선시대의 성터이다. 1997년 10월 9일 울산광역시의 기념물 제6호로 지정되었다.

## 현지 안내문
개운포는 조선시대 전기부터 수군의 만호가 주둔하였으며, 세조에서 중종시기까지 경상좌수영(慶尙左水營) 소속으로 낙동강 이동지역 동남해안을 방어하는 수군의 기지였다.
개운포성은 외황강과 울산만이 만나는 곳에 위치하고 있으며, 둘레는 약 1,264m이며 남북으로 긴 타원형의 성곽이다. 평지와 산지의 특성을 모두 갖춘 평산성(平山城)으로 성내에 골짜기를 가지고 있는 포곡성(抱谷城)이기도 하다.
1459년(세조 5) 동래 부산포의 수영이 개운포로 옮겨와서 1592년(선조 25)까지 개운포는 경상좌도수군절도사영(慶尙左道 水軍節度使營)이었다. 수영이 동래 해운포로 이전된 이후 개운포에 다시 만호진이 운영되었는지는 알 수 없다. 그러나 임진왜란 시기 개운포에서 3차례 정도의 전투가 있었다는 점에서 개운포가 지속적으로 전략적 군사 거점지역으로 운영되고 있었음을 알 수 있다.
수영이 옮겨간 이후, 1656년(효종 7)부터는 현재 중구의 학성공원 아래에 있던 전선창이 옮겨왔다. 전선창은 전쟁에 쓰이는 선박을 만드는 곳으로 일명 ‘선소(船所)’라 하였으며, 성안의 마을이 철거되기 이전에 이곳을 ‘선수마을’이라 불리기도 했다. 전선창은 1895년 수군이 해산할 때 폐지되었다.

## 참고 자료
- 개운포성지 - 국가유산청 국가유산포털